# Brookville (Indiana)
Brookville város az USA Indiana államában. Lakosainak száma 2622 fő (2020. április 1.).

## Népesség
A település népességének változása:

| 2010 | 2 596 |
| 2020 | 2 622 |